# 皮羅夫斯科耶區

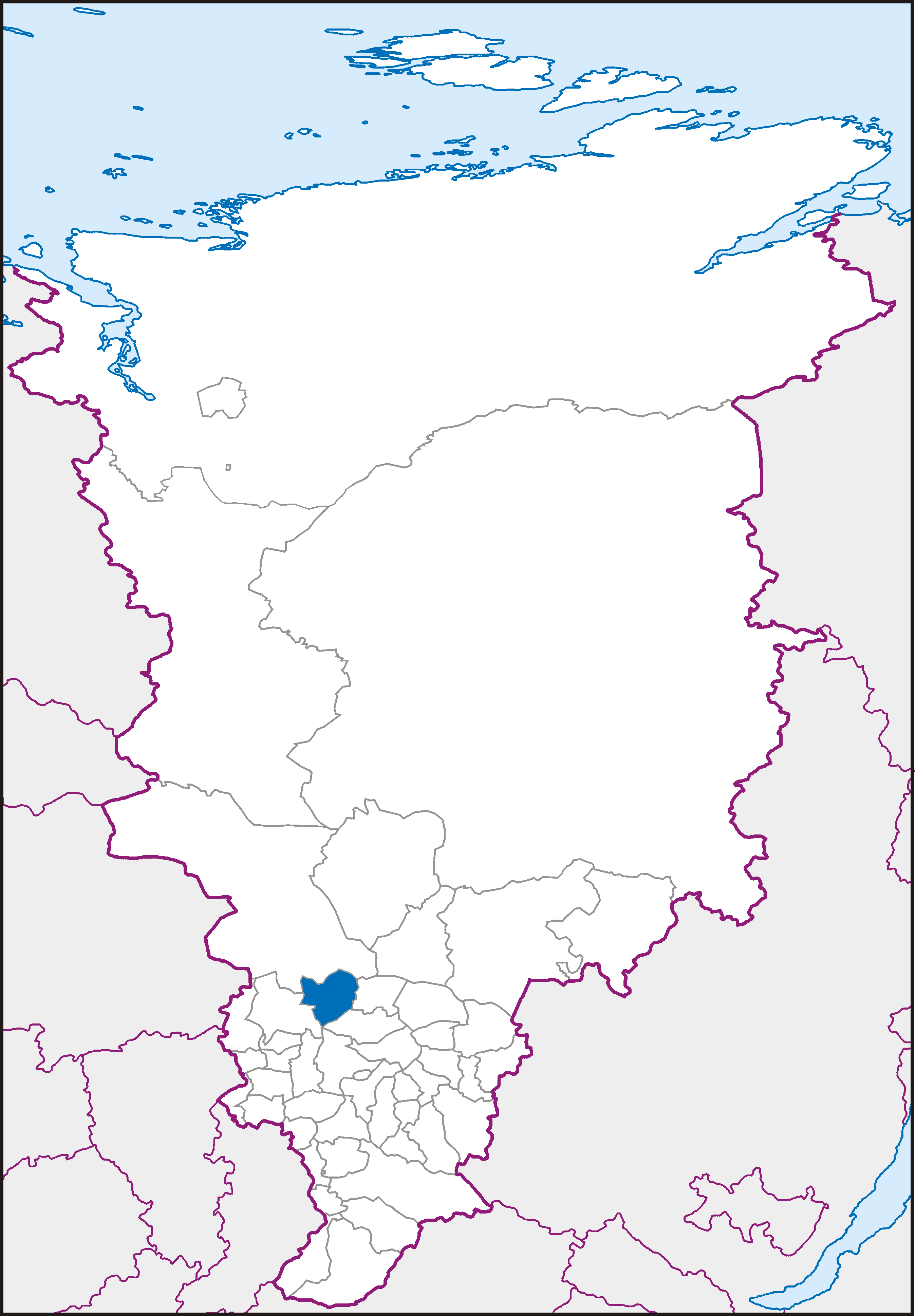
皮羅夫斯科耶區的地理位置

57°37′41″N 92°16′05″E / 57.62806°N 92.26806°E
皮羅夫斯科耶區（俄语：Пировский район），是俄羅斯的一個區，位於該國中部，由克拉斯諾亞爾斯克邊疆區負責管轄，始建於1924年4月4日，面積6,241平方公里，2010年人口7,572，人口密度每平方公里1.21人。